# Polina Smolova
Polina Smolova (bielorusă:Паліна Смолава) (n. 3 septembrie 1980 la Minsk) este o cântăreață de muzică pop din Belarus care și-a reprezentat țara la ediția din 2006 a concursului Eurovision.